# داني رودريغوس
داني رودريغوس هو لاعب كرة قدم برتغالي في مركز نصف الجناح، ولد في 3 مارس 1980 في ساو جواو دا ماديرا في البرتغال. شارك مع منتخب البرتغال تحت 21 سنة لكرة القدم. أما مع النوادي، فقد لعب مع نادي بريستول سيتي ونادي بورنموث ونادي ساوثهامبتون ونادي والسول ويوفل تاون ويونيكوس.

## وصلات خارجية
- داني رودريغوس على موقع الاتحاد الدولي (مؤرشف)  (الإنجليزية)
- داني رودريغوس على موقع قاعدة بيانات كرة القدم.إي يو (الإنجليزية)
- داني رودريغوس على موقع Soccerbase.com (لاعب) (الإنجليزية)
- داني رودريغوس على موقع عالم كرة القدم.نت (الإنجليزية)